# 379 Huena
379 Huena (mednarodno ime je 379 Huenna) je asteroid asteroid tipa B (po Tholenu) oziroma  asteroid tipa C (po SMASS) v asteroidnem pasu. 

## Odkritje
Asteroid je odkril francoski astronom Auguste Charlois ( 1864 – 1910) 8. januarja 1894 v Nici. Asteroid je poimenovan po latinskem imenu za švedski otok Hven.

## Lastnosti
Asteroid Huena obkroži Sonce v 5,55 letih. Njegova tirnica ima izsrednost 0,1188, nagnjena pa je za 1,669° proti ekliptiki. Njegov premer je 92,33 km .

## Satelit
Asteroid Huena ima luno, ki jo je 14. avgusta 2003 odkril Jean-Luc Margot z uporabo adaptivne optike na teleskopu Keck II na Mauna Kei (Havaji). Luna ima oznako S/2003 (397) 1. Okoli asteroida kroži na razdalji približno 3400 km. Za en obhod potrebuje okoli 80 dni, njena tirnica ima izsrednost okoli 0,334 .